# Mulheres no Antigo Egito
As mulheres no Antigo Egito tinham alguns direitos especiais que mulheres em outras sociedades comparáveis não tinham. Podiam possuir propriedades e eram legalmente iguais aos homens na corte. No entanto, o Egito Antigo era uma sociedade dominada por homens e de natureza patriarcal. As mulheres não podiam ter posições importantes na administração, embora tenha havido governantes mulheres e até mulheres faraós. As mulheres na corte real conquistavam suas posições por relacionamento com os reis do sexo masculino.

## Trabalho
A maioria das mulheres pertencia ao campesinato e trabalhava ao lado de seus maridos. As mulheres eram conhecidas por administrar fazendas ou negócios na ausência de seus maridos ou filhos. Entre as classes mais altas da sociedade, a mulher geralmente não trabalhava fora de casa e, em vez disso, supervisionava os servos e a educação de seus filhos. Uma exceção era a indústria têxtil. Nela as mulheres são bem atestadas como tecelãs. Uma carta achada em Lahun e datada de cerca de 1 800 a.C. nomeia seis tecelãs.
No Império Antigo, as mulheres ricas muitas vezes possuíam suas próprias casas. Homens e mulheres trabalhavam lado a lado, e não é raro encontrar entre os  funcionários de uma casa de mulheres outras mulheres com títulos administrativos. Especial mente nas cenas tumulares dos períodos, os homens são frequentemente servidos por homens, enquanto as mulheres são servidas por mulheres. Aqui, a separação dos sexos é visível.
Mulheres pertencentes a famílias ricas o suficiente para contratar babás para ajudar a cuidar dos filhos frequentemente trabalhavam como perfumistas e também eram empregadas nas cortes e nos templos, como acrobatas, dançarinas, cantoras e musicistas, todas consideradas atividades respeitáveis para mulheres de classe alta. Mulheres pertencentes a qualquer classe podiam trabalhar como carpideiras ou musicistas profissionais, e esses eram trabalhos comuns. As mulheres nobres podiam ser membras do sacerdócio ligado a um deus ou a uma deusa. As mulheres podiam até mesmo estar à frente de um negócio como, por exemplo, a senhora Nenofer do Império Novo, e também podiam ser médicas, como a senhora Peseshet durante a Quarta Dinastia .

## Família e casamento

### Casamento
O objetivo do casamento era aumentar a descendência da família.
No  Império Novo, havia um ditado que dizia:
"Toma uma esposa enquanto és jovem
Que ela te faça um filho
Ela deve cuidar de ti enquanto és jovem
É apropriado fazer pessoas
Feliz do homem cujo povo é numeroso
Ele é saudado por causa de sua descendência."
É verdade que um relacionamento algo igualitário entre marido e esposa estava implícito na descrição egípcia
Por exemplo, em canções de amor, irmão e irmã carregavam a mesma significância que marido e mulher . "Sn", a palavra egípcia para "irmão", também significava "par", "companheiro" ou "segundo". Assim, as canções de amor podem estar se referindo à relação igualitária entre marido e mulher. O exemplo de intercruzamento entre a realeza foi dado pelos deuses desde que Osíris se casou com sua irmã, Ísis.
Seja como for, as representações geralmente mostram um marido e uma esposa em atitude afetuosa com seus filhos, então assumimos que a maioria das famílias geralmente era feliz, mas o casamento era mais realista. A esposa dividia responsabilidades e trabalhava com o marido. Os casamentos no Antigo Egito eram geralmente monogâmicos, mas não era incomum que um homem de alto status econômico tivesse mais de uma esposa. O que era especialmente verdadeiro no caso de a primeira esposa do homem ser incapaz de ter seus próprios filhos. Embora o divórcio fosse possível, era muito difícil. Os casamentos eram geralmente arranjados pelos pais, que escolhiam os parceiros apropriados para seus filhos. Apesar do que as leis declaravam, foi sugerido que as mulheres tomavam mais decisões familiares e controlavam mais a casa do que o habitual. As mulheres tinham controle sobre a maior parte de suas propriedades, podiam servir como pessoas jurídicas que levavam casos ao tribunal e até mesmo trabalhavam em público. Os maridos não assumiam o controle total sobre a propriedade de suas esposas porque as mulheres tinham um grau de independência no Antigo Egito. Por exemplo, de ca. 365 aC, surgiu um novo contrato de casamento que protegia principalmente as mulheres do divórcio, colocando mais encargos financeiros sobre os homens.
A influência das rainhas e rainhas-mães foi considerada uma grande razão para os direitos especiais das mulheres no Antigo Egito em comparação com outras sociedades da época. Rainhas e rainhas mães sempre tiveram um grande poder, pois muitos faraós eram muito jovens quando sucederam ao trono. O grande faraó Amósis I do Império Novo, por exemplo, sempre se aconselhava com sua mãe, Aotepe I, e sua principal esposa, Nefertari.
Embora as mulheres do Antigo Egito fossem vistas como um dos grupos de mulheres mais independentes, a viuvez poderia resultar em suspeita devido à falta de controle masculino. As viúvas também ganhavam mais liberdade jurídica, podendo comprar e vender terras, fazer doações e até fazer empréstimos.

### Gravidez
Há muitas evidências de crenças e práticas complexas no Antigo Egito relacionadas ao importante papel que a fertilidade desempenhava na sociedade. Se uma mulher não fosse fértil, seu marido poderia se divorciar dela por não produzir herdeiros. As crenças religiosas incluíam regras relativas à purificação, semelhantes a outras religiões da região. Acreditava-se que as mulheres eliminavam elementos impuros durante a menstruação pelo que eram dispensadas do trabalho e não podiam entrar nas salas restritas dos templos enquanto menstruadas. Rituais de fertilidade eram usados por casais que desejavam filhos. A contracepção também era permitida, e textos médicos sobreviveram que se referem a muitas fórmulas contraceptivas (embora os ingredientes sejam agora difíceis de identificar). Algumas fórmulas, como bebidas à base de aipo e cerveja, são dúbias, mas outras mostram um conhecimento básico de métodos algo eficazes, como um espermicida feito de goma de acácia fermentada, que produz  ácido lático, que mata os espermatozoides.
Uma vez grávida, o útero era dedicado à proteção de uma deusa específica, Tenenet . O cuidado médico ritual era dado pela unção do corpo da mulher com óleos benéficos, usando um pequeno frasco na forma de uma mulher representada com as mãos colocadas sobre uma barriga redonda. Na sociedade egípcia antiga havia um método para famílias que queriam saber o sexo de seu bebê, que se espalhou para a Grécia, Bizâncio e depois para a Europa, onde foi praticado por séculos sem que ninguém percebesse suas origens no Antigo Egito. Envolve colocar grãos de cevada e trigo em um sachê de pano e mergulhá-los na urina da gestante; se a cevada brotava primeiro, dizia-se que o bebê era um menino, e se o trigo brotava primeiro, dizia-se que o bebê era uma menina. No Antigo Egito, a palavra cevada era sinônimo de "pai".

### Parto
Na hora do parto, a gestante era assistida por parteiras. Seu corpo era, inclusive a cabeça. As parteiras auxiliavam a mulher durante o trabalho de parto enquanto ela permanecia de cócoras numa esteira. Nos cantos da esteira eram colocados quatro tijolos, que se acredita que fossem a encarnação de quatro deusas: Nut, a grande deusa do céu; Téfnis, a anciã, a polaridade feminina do primeiro casal; Aset a bela; e Nebet-Het, a excelente.

## Mulheres desempenhando um papel oficial nos mais altos níveis
Existem poucos exemplos preservados de mulheres como altas funcionárias. Algumas mulheres são conhecidas por terem se tornado faraós . Um exemplo de uma mulher em uma alta posição de estado é Nebet, que se tornou vizir na Sexta Dinastia. O vizir era o mais alto funcionário do estado, abaixo apenas do rei.
A sociedade egípcia da antiguidade, como muitas outras civilizações da época, usava a religião como base para a sociedade. Foi assim que o trono do poder dos faraós foi justificado, como ungido pelos deuses, e o titular do trono tinha um direito divino. Normalmente, nas sociedades antigas, o poder era transferido de um homem para outro. As mulheres davam à luz aos herdeiros, sinalizando também importância para o casamento. O filho herdava o poder e, nos casos em que o rei não tinha filho, o trono era então herdado pelos membros masculinos da família do rei, como primos ou tios. Nesse sistema, as filhas não herdavam o poder automaticamente.
Na civilização egípcia, essa obrigação de transmitir o poder a um sucessor masculino não era absoluta. O sangue real, fator determinado pela legitimidade divina, era o único critério de acesso ao trono. No entanto, a essência divina foi transmitida à esposa real, como foi o caso de Nefertiti, esposa de Aquenáton .
Os egípcios preferiam ser governados por uma mulher com sangue real (sendo divino segundo a mitologia) do que por um homem que não tivesse sangue real. Além disso, durante as crises de sucessão, havia mulheres que tomavam o poder. Quando isso acontecia, a faraó adotava todos os símbolos masculinos do trono. Existem até dúvidas, em alguns casos, sobre o sexo de certos faraós que talvez tenham sido mulheres.
Durante a XVIII dinastia, quando Amenófis I morreu, seu sucessor Tutemés I parece não ter sido seu filho, pelo menos ele não era filho de uma esposa secundária do falecido Faraó; se sua esposa Ahmes era parente de Amenófis I, essa união permitia a legitimidade divina. Para o sucessor seguinte, a princesa Hatexepsute, filha de Tutemés I e da Grande Esposa Real, permitiu a Tutemés II, filho da segunda esposa dele e, portanto, meio-irmão da princesa, obter o trono ao se casar com ele.
Tornou-se mais comum as mulheres chegarem ao trono no Antigo Egito. Um exemplo é Hatexepsute, que tomou o lugar de seu sobrinho Tutemés III . Quando Hatexepsute herdou o trono de seu falecido marido e se tornou faraó, sua filha Neferure assumiu um papel que excedia os deveres normais de uma princesa real, adquirindo um papel mais régio. Houve também as Cleópatras, das quais a mais conhecida é Cleópatra VII (69  30 a.C.), famosa por sua beleza e seus relacionamentos com Júlio César e depois Marco Antônio, os líderes de quem dependia de seu trono.
As faraós femininas mais conhecidas, e de quem os historiadores têm mais certeza, são:
- Nitócris (sexta dinastia)
- Sobekneferu (décima segunda dinastia),
- Hatexepsute (décima oitava dinastia),
- Neferneferuaten (décima oitava dinastia),
- Tausserte (décima nona dinastia).

Muitas das Grandes Esposas Reais também desempenharam papéis diplomáticos e políticos expressivos:
- Tí esposa de (Amenófis III)
- Nefertiti esposa de (Amenófis IV)
- Nefertari esposa de (Ramessés II)

Em outros lugares do Império Novo, a Grande Esposa era frequentemente investida de um papel divino: "Esposa de Deus", "Mão de Deus". Hatexepsute foi a primeira Grande esposa (de Tutemés II) a receber este último título.
Entre as mulheres que ocuparam cargos nos mais altos níveis da burocracia, pode-se citar Nebet, uma vizir no Antigo Egito durante a VI dinastia. É necessário reconhecer que uma mulher em um nível tão alto de autoridade continuou a ser extremamente raro e não foi senão na vigésima sexta dinastia que uma situação semelhante pode ser encontrada. As mulheres, no entanto, ocuparam vários cargos, como escribas na burocracia, exceto durante o Império Novo, onde todos os cargos da burocracia pública foram preenchidos por homens.
Havia também a Divina Adoratriz de Amon, conferida de grande poder espiritual, mas restrito a Tebas .

### Harém real
Tem havido uma tendência moderna de se referir aos aposentos femininos do palácio do faraó no Egito Antigo como um harém real .
A suposição popular de que o Egito faraônico tinha um harém é, no entanto, um anacronismo ; enquanto as mulheres e filhos do faraó, incluindo sua mãe, tinham seus próprios alojamentos com administração própria no Palácio do Faraó, as mulheres reais não viviam isoladas do contato com os homens ou reclusas do resto da  corte na forma associada ao termo "harém".
O costume de se referir aos aposentos das mulheres do palácio do faraó como um "harém" é, portanto, apócrifo e tem se perpetuado por conta de suposições incorretas de que o Egito Antigo era semelhante à cultura do harém islâmico posterior.

## Mulheres na literatura egípcia antiga
A literatura do antigo Egito incluía representações da mulheres como frívolas, caprichosas e não confiáveis. Entretanto, as mulheres se beneficiavam de um status descrito como raro nas civilizações da época.
Enquanto os pintores e escultores davam às mulheres uma imagem serena como parte de uma família feliz, os escritores às vezes retratavam as mulheres como sendo fontes de infortúnio e culpadas de pecados.
Gaston Maspero descreve em Contes populaires (Contos populares), a fatal desventura de Bytaou, o humilde lavrador na casa de seu irmão Anoupou. Seduzido pela esposa de seu irmão, ele sucumbe aos encantos de sua beleza. Ela não hesita em denunciá-lo a Anoupou, mentindo e nunca cessando até obter a punição final para Bytaou nas mãos de Anoupou. Mas ela é punida por sua vez; Anoupou descobre muito mais tarde que foi feito de bobo por sua esposa, que ele mata, e joga o corpo dela para os cães.
É importante não interpretar isso incorreta mente: o retrato raramente lisonjeiro das mulheres na literatura egípcia não revela à toa que as mulheres eram desprezadas. O faraó muitas vezes recebia o mesmo tratamento por contadores de histórias que apresentavam o faraó como um personagem teimoso e caprichoso.
Os homens eram convidados a tratar bem suas esposas. Ptaotepe (terceira dinastia) expressou isso na seguinte máxima (escrita no Papiro Prisse): "Você deve amar sua esposa com todo o seu coração, […], faça o coração dela feliz enquanto você viver".
O romance estava pres ente na literatura egípcia, por exemplo, em um papiro no Museu de Leyden:

Tomei-te por minha esposa quando eu era jovem. Eu estava contigo. Then I conquered all ranks, mas nunca te abandonei. Nunca fiz teu coração sofrer. Eis o que fiz  quando era jovem e exerci todas as altas funções de faraó, Vida, Saúde, Força, nunca te abandonei, dizendo, ao contrário: "Foi por estar contigo!" […] Meus perfumes, bolos e roupas, não os levo a outra habitação.[…] Quando você adoeceu, me fiz cuidador da saúde e fiz tudo que foi necessário.[…]Quando entrei em Mênfis, pedi por repouso como Faraó, fui ao lugar onde você descansa (teu túmulo) e chorei profundamente. […] Não entrarei em outra casa. […] Mas eis aqui as irmãs que estão na casa, não irei a nenhuma delas.

## Mulheres na arte egípcia antiga

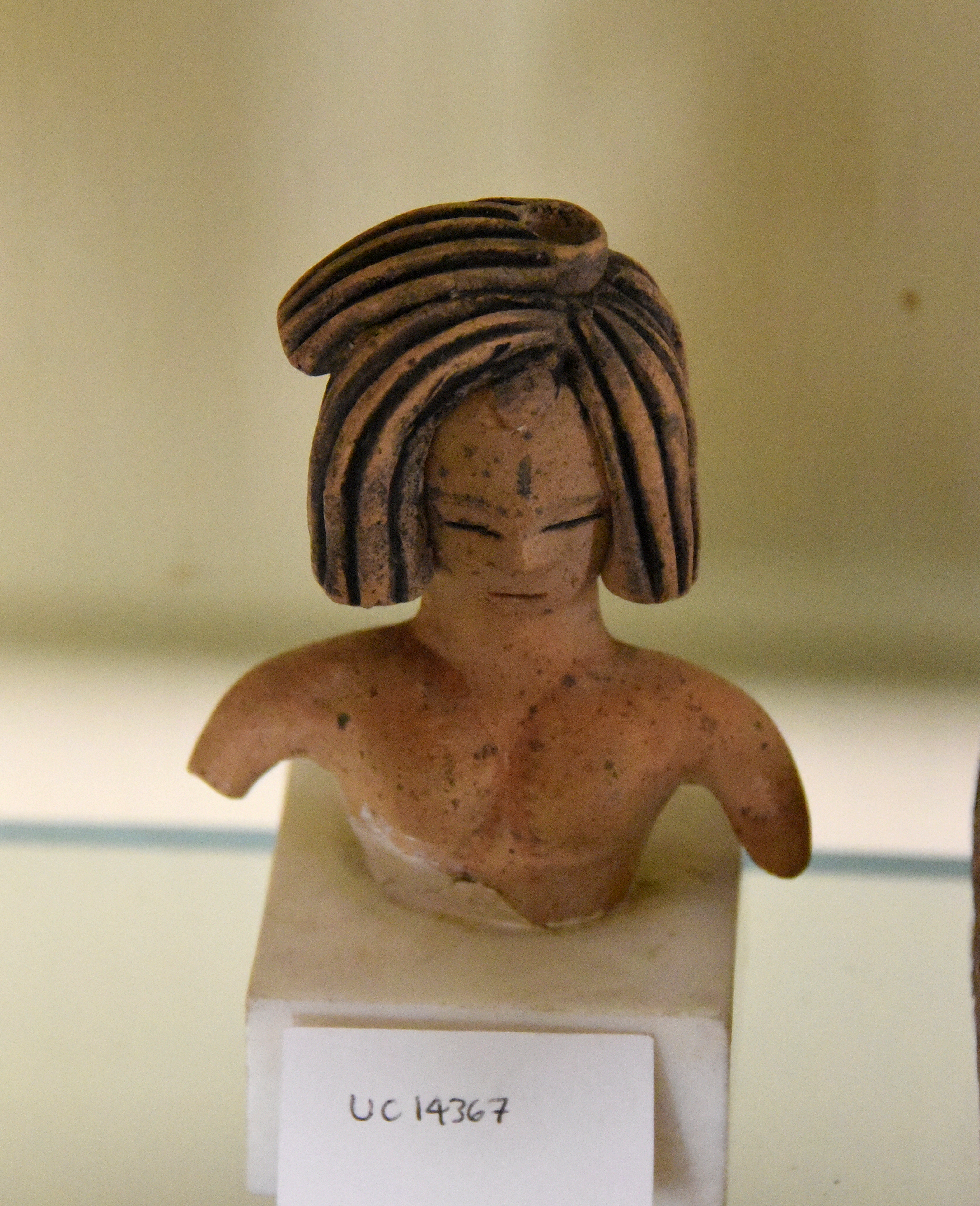
Parte superior do torso da estatueta de uma mulher. Olhos e boca abertos. Ela usa um cocar elaborado. fragmento de cerâmica. Período Ramesside. Do Egito. O Museu Petrie de Arqueologia Egípcia, Londres

As mulheres egípcias raramente eram retratadas como envelhecidas ou com rugas; havia padrões a serem cumpridos. As mulheres eram mostradas como esbeltas e bonitas, em parte para que pudessem assumir esse quadro na vida após a morte. A arte egípcia estava longe de ser realista. O que mostra o quanto os antigos egípcios se importavam com a forma como eram percebidos. Quase não havia imagens de mulheres grávidas ou corpos de mulheres após o parto. O homem, no entanto, podia ser retratado como atlético e atraente ou velho e experiente. Essas representações idealistas refletiam uma imagem alvo, como o rei fisicamente capaz ou o rei cansado que trabalha dia e noite para seu povo. As pessoas eram retratadas no auge de sua beleza e juventude, na tentativa de permanecer assim para sempre. No entanto, no Terceiro Período Intermediário, estudiosos veem uma mudança no estilo artístico que representa as mulheres. Apareceu um tipo de corpo mais arredondado, com seios maiores e mais caídos e um corpo mais cheio. Essa representação não estava mais necessariamente associada ao envelhecimento das mulheres. Havia também um certo "tipo" a ser seguido. Mulheres e crianças eram representadas num estilo artístico que as ligava ao marido ou pai. O exemplo mais óbvio seria o período de Amarna . O período de de Aquenáton apresentou grandes mudanças no estilo artístico. No entanto, a parte mais distintiva foi como Nefertiti, sua esposa e seus filhos foram mostrados com o mesmo tipo de corpo que o dele, o que era bastante único. Há representações mostrando Nefertiti com um corpo tão parecido com o de Aquenáton, que não se poderia dizer qual deles era; queixos longos, cinturas redondas, nádegas cheias, maçãs do rosto afundadas e lábios carnudos. Mas também há outras representações que mostram Nefertiti completamente diferente, com rosto feminino e forma esguia. Após o período de Amarna, as mulheres de elite foram ocasionalmente mostradas com seios mais cheios.

## Imagem divina
Na abundância de divindades na mitologia egípcia, existia um grande número de deusas, como também era o caso da Grécia. Ao estudar seu simbolismo pode-se apreender a imagem que as mulheres tinham aos olhos dos antigos egípcios. Assim como as divindades gregas, muitas se relacionavam umas com as outras, por sangue ou casamento, como Ísis e sua irmã Néftis, ambas as respectivas esposas de Osíris (o deus dos mortos) e de Seti, eles próprios irmãos.
As mulheres e sua imagem foram mais frequentemente associadas à vida e à fertilidade. No caso da deusa Ísis, que estava associada a muitos princípios: como a esposa de Osíris que foi morto por seu irmão, ela estava ligada aos ritos funerários. Como mãe, tornou-se a protetora feminina, mas sobretudo a mãe-criadora, aquela que dá a vida. Através desta deusa, os princípios da vida e da morte estavam intimamente ligados. Com efeito, enquanto ela estava associada a ritos fúnebres, esses ritos eram para evitar que o falecido se submetesse a uma segunda morte na dimensão seguinte, o que explica, entre outras coisas, a comida encontrada em abundância pelos arqueólogos nos túmulos. Por outro lado, a vida em seu aspecto físico só tem sentido pela morte, porque esses princípios fazem parte de um movimento de eterno recomeço que é então em certo sentido mais espiritual, o movimento da vida, ou vida eterna. Um símbolo da deusa é também a palmeira, o símbolo da vida eterna. Ela soprou o sopro da vida eterna para seu marido morto.
A deusa representava a consideração da época pelas mulheres, pois era fundamental manter o espírito à sua imagem, era essa ideia de vida eterna e de maturidade que Ísis refletia, venerada como a Mãe Celeste. Foi nesse papel que Ísis foi possivelmente a divindade mais importante da mitologia egípcia . A sua influência estendeu-se mesmo às religiões de diferentes civilizações, onde se identificaria com diferentes nomes e onde o seu culto cresceu, particularmente no Império Romano .
As deusas mais influentes foram:
- Ísis : deusa da magia e do misticismo,
- Hator : deusa da nutrição e do amor,
- Bastete : deusa protetora do lar,
- Sekhmet : deusa da ira

### Esposas de Deus
A "Esposa do Deus Amon" era a sacerdotisa do mais alto escalão do culto de Ámon. No início do Império Novo, o título era associado à realeza, geralmente esposas de reis ou mães de reis. A primeira esposa real a ter este título foi Amósis-Nefertari, esposa de Ahmose I, que o passou para sua filha, Meritamen, que o passou para Hatexepsute. Tanto Ahmose-Nefertari quanto Hatexepsute usaram este título como uma alternativa a Esposa Principal do Rei, o que reflete o significado que está por trás do título. O título Esposa de Deus foi outro título dado às mulheres da realeza em papéis sacros. Durante XXV e XXVI dinastias, elas construíram suas próprias capelas e templos mortuários. Além de Esposa de Deus, essas mulheres tinham outros títulos como Adoradora Divina ou Mão de Deus . Ao contrário das mulheres reverenciadas em outras culturas, o conceito de castidade não era relevante para a prática religiosa dos antigos egípcios.

## Influência da imagem

### Redescoberta do antigo Egito durante a era de Napoleão
Em 1798, Napoleão Bonaparte liderou uma campanha no Egito que seria um fiasco militar, mas que lhe permitiu retornar à França com desenhos e observações de artistas e cientistas que ele havia levado na expedição.
Mas foi em 1822 que o Egito se tornou mais aberto aos pesquisadores. O mundo em geral desenvolveu uma paixão pelo Egito antigo e quis saber mais sobre sua história e sua cultura.
O fascínio pelo Egito e por tudo o que dizia respeito à Antiguidade  que se seguiu teve uma influência poderosa. Nesta época, em Paris, quase todos os campos da criatividade foram fortemente inspirados pelas redescobertas da Antiguidade. As artes foram redirecionadas ao longo desse caminho, seguindo a moda do antigo Egito em todas as rotas estéticas. Dessa forma, os estilos de vestuário mudaram, e as mulheres, durante o Império Napoleônico, adotaram estilos associados às mulheres egípcias antigas, combinados com a influência da Grécia e Roma Antigas: os espartilhos foram abandonados (apenas temporariamente), assim como as anáguas e a cintura do Império levantada. era a silhueta de vestido popular. Os vestidos eram mais leves e decorados com motivos da Antiguidade, como palmeiras, um dos símbolos da deusa Ísis .

### Imagens modernas de mulheres no Antigo Egito
Quando as mulheres no Antigo Egito são evocadas, a primeira imagem que vem à mente para a maioria é a de Cleópatra, ou mais precisamente, Cleópatra VII . Apesar de ter origem grega, é ela que estaria associada à imagem da mulher no Antigo Egito, por várias gerações. Isso se deve em grande parte às representações do cinema moderno, especialmente aos filmes da Idade de Ouro de Hollywood.
Durante as décadas de 1950 e 1960, vários dramas de fantasia foram produzidos, colocando na tela mulheres egípcias imaginadas durante essa época em que os cineastas querem mostrar glamour. Em 1963, a imagem glamorosa de Cleópatra foi cimentada para o público no filme Cleópatra dirigido por Joseph L. Mankiewicz e interpretado por Liz Taylor .
Essa paixão pela rainha é explicada pela vida tumultuada que ela viveu, cheia de intrigas e romances (seus dois amantes mais famosos sendo Júlio César e Marco Antônio), seu poder e sua morte trágica (ela se suicidou). Em suma, ela fascina, pela sua vida e pelo que fez. Através de sua ligação com o Antigo Egito, ela emana uma aura de mistério para os espectadores, a mesma aura que envolve o Antigo Egito e seus aspectos esotéricos, o mesmo mistério ligado no imaginário popular com antigas maldições de múmias, ou outros segredos das tumbas. Apresentadas dessa forma, as egípcias tornam-se uma espécie de sedutoras, fascinantes por uma visão romantizada dela.
Como sinal de celebridade, esse Egito imaginado não foi apenas objeto de fantasias, mas também caricaturado. As mais conhecidas dessas caricaturas hoje são aquelas que aparecem em meios de cultura popular como os quadrnhos Astérix de René Goscinny e Albert Uderzo. Jogando com a imagem glamorosa criada pelo cinema, os autores satirizam o fascínio que Cleópatra exerce sobre os que a cercam, focando especialmente em seu nariz e exagerando seu status de rainha ao descrevê-la como caprichosa e temperamental, distante do ideal da mulher sedutora tantas vezes imaginado.
De maneira mais geral, esta imagem de mulheres egípcias, contundentes, por trás de um véu misterioso e mágico, e exercendo um poder sedutor, continua até hoje, por exemplo na série americana Stargate SG-1, ou nova mente no filme de Luc Besson filme O Quinto Elemento (1997).
Os designers de moda também se inspiram regularmente na representação iconográfica das mulheres egípcias, que se tornaram uma referência estética.

## Posição social e política das mulheres
Em muitas das abordagens artísticas do Antigo Egito, vemos mulheres apoiando ou abraçando seus maridos, talvez até protegendo-os. Então, em certo sentido, a mulher poderia ser a protetora, provavelmente associada ao conceito de deusas protetoras. Mulheres misturadas na sociedade, vemos evidências disso onde as mulheres camponesas foram retratadas ajudando na colheita; as mulheres da cidade são mostradas como musicistas profissionais, dançarinas, membros da equipe do templo e convidadas da festa.
Assim, as mulheres não eram apenas donas de casa tradicionais, mas contribuíam para a sociedade e, às vezes, até de maneiras não tradicionais. Há cenas de mulheres em oficinas de tecelagem e inscrições tumulares do envolvimento profissional das mulheres. Tais títulos podem variar, de políticos a religiosos e funerários. Alguns títulos inscritos em túmulos eram principalmente honoríficos; para honrar as mulheres depois que elas morrem. Alguns exemplos de títulos são: Supervisora de Médicas, Juíza e Vizir, Diretora do Refeitório e Supervisora de Sacerdotes Funerários.
As posições religiosas não se limitavam às mulheres nobres como alguns pensariam, de fato, vemos evidências de sacerdotisas de grandes deusas com títulos humildes como arrendatária. À medida que a história se move do Império Antigo para o Império Médio, vemos cada vez menos mulheres no poder, o que pode sugerir mudanças nas normas políticas e sociais. No Reino Novo, porém, os textos mostram que as mulheres tinham identidade jurídica própria e podiam até comprar e herdar terras sem a necessidade do consentimento masculino.
Durante este período, as mulheres eram retratadas em todas as formas e tamanhos, onde seu status e riqueza se refletiam no tamanho de sua estátua. Os retratos idealistas eram uma parte importante da arte egípcia, principalmente porque acreditavam que essas representações os seguiriam até a eternidade. As mães egípcias eram uma parte significativa do Antigo Egito. Os homens egípcios, mesmo aqueles da classe social mais alta, muitas vezes colocavam apenas os nomes de suas mães em seus monumentos. As mães egípcias eram mais destacadas do que os pais, também na literatura. Os antigos egípcios prestavam atenção ao tamanho e à quantidade; grandes túmulos indicavam a significância do falecido.
Algumas rainhas das primeiras dinastias até comemoravam túmulos tão grandes quanto os de seus maridos. A estátua do par de Amenófis III e sua esposa de nascimento comum, a rainha Tiye, domina uma sala no Museu do Cairo, mostrando a rainha do mesmo tamanho do rei. Hatexepsute, insatisfeita com seu status de segunda melhor para seu pai, lançou mão disso para esclarecer sua concepção divina, de modo a legitimar seu governo como faraó, registrando o milagre de seu nascimento nas paredes do segundo terraço.

## Mulheres reais (em ordem cronológica)
- I dinastia
  - Merneite, filha de Djer, esposa de Djet, mãe de Den
- III dinastia
  - Djefatnebti, esposa de Huni
- IV dinastia
  - Meresankh I, segunda mulher Huni, mãe de Seneferu
  - Heteferés I, esposa de Seneferu, mãe de Khufu
  - Meritites I, esposa de Khufu, mãe de Kawab, Baufra, Djedefhor e Meresankh II
  - Henutsen, segunda esposa de Khufu, mãe deKhufukhaf I e Khafre
  - Nubet, quarta esposa de Khufu, mãe de Khentetenka, Djedefra e Heteferés II
  - Khamerernebti I, esposa de Khafre, mãe de Menkaure
  - Camerernebeti II, segunda esposa Khafre depois espossa de Menkaure
  - Quentecaus I, espossa de Shepseskaf depois deUserkaf, mãe de Neferirkare Kakai e Sahure
- V dinastia
  - Nimaethap II marido desconhecido
- XI dinastia
  - Neferu, esposa  de Intefe II, mãe de Intefe III
  - Iá, esposa de Intefe III, mãe de Mentuotepe II
  - Tem, primeira esposa de Mentuotepe II, mãe de Mentuotepe III
  - Neferu, segunda esposa e irmã de Mentuotepe II
  - Achaït or Ashayt, concubina de Mentuotepe II, também uma sacerdotisa da deusa Hator
  - Imi, esposa de Mentuotepe III, mãe de Mentuotepe IV
- XII dinastia
  - Neferet or Nofret, esposa de um sacerdote em Tebas, Senousret, mãe de Amenemés I
  - Neferitatjenen, esposa principal de Amenemés I, mãe de Senusret I
  - Dedyet, outra esposa de
  - Amenemhat I, possivelmente também sua irmã
  - Neferu III, esposa de Senusret I, mãe de Amenemés II
  - Itakaiet, filha ou esposa de Senusret I
  - Neferusobek, Neferuptah, Nenseddjedet, filhas de Senusret I
  - Khenemetneferhedjet I, filha de Amenemés II
  - Neferet II, esposa deSenusret II
  - Khenemetneferhedjet I, esposa de Senusret II, mãe de Senusret III
  - Sithathoryunet, filha de Senusret II
  - Mereret ou Meriret ou Merit, esposa de Senusret III
  - Sithathormerit, filha de Senusret III
  - Sobekneferu, filha de Amenemés III, esposa de seu irmão Amenemés IV
- XIII dinastia
  - Nubhotepti I, esposa de Hor
  - Senebhenas I, esposa de Khendjer
  - Senebhenas II e Neni, esposas de Sebecotepe III
  - Senebsen, esposas de Neferhotep I
  - Tjan, esposas de Sebecotepe IV
  - Aya, esposa de Intef
  - Sitmut, esposa de Mentuotepe V
- XIV dinastia
  - Tati, esposa de Xexi
- XVI dinastia
  - Mentuotepe, esposa de Djehuti
- XVII dinastia
  - Noubkhaes II, esposa de Sobekemsaf I
  - Sobekemsaf, esposa de Antef VII
  - Noubemhet, esposa de Sobekemsaf II
  - Tetixeri, filha de Tienna e Neferu, esposa de Senakhtenre Tao I
  - Aotepe I, filha de Senakhtenre Tao I, irmã e esposa de Seqenenre Tao II
  - Amósis-Nefertari, filha de Seqenenre Tao II e de Aotepe I, irmã e esposa de Amósis I, mãe de Amenófis I e Ahmose-Sipair
- XVIII dinastia
  - Ahmose-Meritamon filha de Amósis I e de Amósis-Nefertari, esposa de seu irmão Amenófis I
  - Amósis, possivelmente irmã de Amenófis I, esposa de Tutemés I, mãe de Hatexepsute e Amenemes
  - Mutnofret, segunda esposa de Tutemés I, mãe de Tutemés II
  - Hatexepsute, filha de Tutemés I e de Ahmes, esposa de seu meio irmão Tutemés II, mãe de Neferure e Hatexepsute Meritré
  - Isis, segunda esposa de Tutemés II, mãe de Tutemés III
  - Mutemuia, esposa de Tutemés IV, mãe de Amenófis III
  - Tiyi, esposa de Amenófis III
  - Nefertiti, esposa de Aquenáton
- XIX dinastia
  - Satre, esposa de Ramses I, mother of Seti I
  - Tuiu, esposa de Seti I
  - Nefertari, esposa de Ramessés II
  - Iseteneferte, segunda esposa de Ramessés II, mãe deMerneptá
  - Tausserte, esposa de Seti II
- Reino Ptolemaico
  - Berenice I, esposa de Ptolemeu I Sóter, mãe de Arsínoe II e de Ptolemeu II
  - Arsínoe I, esposa de Ptolemeu II, mãe de Ptolemeu III
  - Berenice II, filha de Magas, Rei de Cirenaica e de Arsínoe, mulher de Demetrios o Justo, irmão do Rei da Macedônia, mais  tarde de Ptolemy III, mãe de Arsínoe III e de Ptolemeu IV
  - Cleópatra I, esposa de Ptolemeu V
  - Cleópatra II, esposa de Ptolemeu VI e depois de Ptolemeu VIII
  - Cleópatra III, segunda esposa de Ptolemeu VIII
  - Cleópatra IV, esposa de Ptolemeu IX
  - Cleópatra V, segunda esposa de Ptolemeu IX
  - Berenice III, esposa dePtolemeu X
  - Cleópatra VI, esposa de Ptolemeu XII
  - Berenice IV, segunda esposa de Ptolemeu XII
  - Cleópatra, esposa de Ptolemeu XIII mais tarde de  Ptolemeu XIV, Júlio César e Marco Antônio, mãe de Ptolemeu XV
  - Cleópatra Selene II, filha de Cleópatra VII e de Marco Antônio, esposa de Juba II, rei da Numídia